# Brachyscelus rapax
Brachyscelus rapax är en kräftdjursart som först beskrevs av Claus 1879.  Brachyscelus rapax ingår i släktet Brachyscelus och familjen Lycaeidae. Inga underarter finns listade i Catalogue of Life.